# 一を聞いて十を知る
一を聞いて十を知る（いちをきいてじゅうをしる）は、『論語』からのことわざ。

## 概要
物事の初めを聞いただけで、それの終わりまでも理解することができるということである。人の聡明さをたたえる場合に用いられ、そのような人というのは事の発端を知ったのみで全体を類推することができるという聡明さを持っている。

### 由来
この言葉は『論語』の公治長に出てくる孔子の弟子である子貢の言葉が由来である。孔子の弟子に子貢とほぼ同い年の顔回という人物がいた。あるとき子貢は孔子に、あなたと顔回ではどちらが優れているかを問われることがあった。このときに子貢は、顔回と比べるなんてとんでもない。顔回は一を聞いて十を知る、自身は一を聞いて二を知ると答えていた。これに対して孔子も、自身は顔回には及ばないと述べていた。